# Erik Dyreborg
Erik Birger Dyreborg nato Poulsen (Copenaghen, 20 gennaio 1940 – 12 novembre 2013) è stato un calciatore danese, di ruolo attaccante.

## Carriera

### Club
Ha giocato in Danimarca, Stati Uniti, Paesi Bassi e Svezia, terminando la carriera nel 1972 in patria. Vanta 125 reti in 222 partite di campionato.
Nel 1968 si trasferisce in America, ingaggiato dagli statunitensi del Boston Beacons, con cui disputa la prima edizione della North American Soccer League. Steen Olsen con i Beacons chiuse la stagione al quinto ed ultimo posto della Atlantic Division. Dyreborg fu il cannoniere della squadra con tredici reti segnate.

### Nazionale
Esordisce il 25 giugno 1967 giocando contro la Svezia (1-1). Totalizza 8 gol in 6 partite con la Danimarca. Tra le varie partite disputate, è da ricordare la vittoria in amichevole del 23 agosto 1967 per 14 a 2 contro l'Islanda, in cui segnò le sue prime due reti con i bianco-rossi, che è la peggior sconfitta in assoluto della nazionale di Reykjavík.

## Statistiche

### Cronologia presenze e reti in nazionale
| Cronologia completa delle presenze e delle reti in nazionale ― Danimarca | Cronologia completa delle presenze e delle reti in nazionale ― Danimarca | Cronologia completa delle presenze e delle reti in nazionale ― Danimarca | Cronologia completa delle presenze e delle reti in nazionale ― Danimarca | Cronologia completa delle presenze e delle reti in nazionale ― Danimarca | Cronologia completa delle presenze e delle reti in nazionale ― Danimarca | Cronologia completa delle presenze e delle reti in nazionale ― Danimarca | Cronologia completa delle presenze e delle reti in nazionale ― Danimarca |
| Data                                                                     | Città                                                                    | In casa                                                                  | Risultato                                                                | Ospiti                                                                   | Competizione                                                             | Reti                                                                     | Note                                                                     |
| ------------------------------------------------------------------------ | ------------------------------------------------------------------------ | ------------------------------------------------------------------------ | ------------------------------------------------------------------------ | ------------------------------------------------------------------------ | ------------------------------------------------------------------------ | ------------------------------------------------------------------------ | ------------------------------------------------------------------------ |
| 25-6-1967                                                                | Copenaghen                                                               | Danimarca                                                                | 1 – 1                                                                    | Svezia                                                                   | Campionato nordico di calcio 1964-1967                                   | -                                                                        |                                                                          |
| 23-8-1967                                                                | Copenaghen                                                               | Danimarca                                                                | 14 – 2                                                                   | Islanda                                                                  | Amichevole                                                               | 2                                                                        |                                                                          |
| 24-9-1967                                                                | Oslo                                                                     | Norvegia                                                                 | 0 – 5                                                                    | Danimarca                                                                | Campionato nordico di calcio 1964-1967                                   | 5                                                                        |                                                                          |
| 4-10-1967                                                                | Copenaghen                                                               | Danimarca                                                                | 3 – 2                                                                    | Paesi Bassi                                                              | Qual. Euro 1968                                                          | -                                                                        |                                                                          |
| 11-10-1967                                                               | Lipsia                                                                   | Germania Est                                                             | 3 – 2                                                                    | Danimarca                                                                | Qual. Euro 1968                                                          | 1                                                                        |                                                                          |
| 22-10-1967                                                               | Copenaghen                                                               | Danimarca                                                                | 3 – 0                                                                    | Finlandia                                                                | Campionato nordico di calcio 1964-1967                                   | -                                                                        |                                                                          |
| Totale                                                                   |                                                                          | Presenze                                                                 | 6                                                                        |                                                                          | Reti                                                                     | 8                                                                        |                                                                          |